# Sakari Momoi
Sakari Momoi, (百井 盛, Momoi Sakari), né le 5 février 1903 à Minamisōma dans la préfecture de Fukushima, et mort le 5 juillet 2015 à Tokyo, est un supercentenaire japonais.
Il fut le doyen masculin du Japon depuis le 23 juillet 2013 et le doyen masculin de l'humanité depuis le décès, le 8 juin 2014, d'Alexander Imich, né un jour avant lui. Sakari Momoi est un ancien enseignant et il possédait une bibliothèque de quelque 2 000 ouvrages.

## Biographie
Sakari Momoi se marie en 1928 avec Mme Tamiko à l'âge de 25 ans. Elle lui donnera 5 enfants. Il exerce le métier de professeur de chimie puis est promu directeur de son lycée à Fukushima. Il devient doyen du Japon le 23 juillet 2013 et accède au titre de doyen de l'humanité le 8 juin 2014.
Il reçoit le titre officiel des mains d'un responsable du Guinness en août 2014, lors d'une cérémonie où il apparaît en costume. Il déclare d'une voix faible mais assurée qu'il espère vivre encore deux ans.
Pendant ses derniers jours, Momoi réside dans un hôpital à Tokyo. Il aime beaucoup lire, en particulier de la poésie chinoise et possède une bibliothèque comptant environ 2 000 ouvrages. Il apprécie également le sumo. Il communique avec son entourage par l'écriture.
Le 5 février 2015, il fête ses 112 ans et devient le 33e homme à atteindre cet âge.
Il décède le 5 juillet 2015.